# Die Stadt der Sehenden
Die Stadt der Sehenden (Ensaio sobre a lucidez) ist ein im Jahre 2004 veröffentlichter Roman von José Saramago. 
In der Hauptstadt eines westlichen Landes haben die Wähler, die der herrschenden Politik überdrüssig sind, bei der Kommunalwahl zu über 70 % leere ('weiße') Stimmzettel abgegeben. Das erstaunliche ist, dass es hierzu keine erkennbare Mobilisierung gegeben hatte. Ausgehend von dieser Ausgangslage verhängt die Regierung den Belagerungszustand über die Hauptstadt und isoliert sie vom Rest des Landes. Schließlich treten als verdächtigte Urheber des vermeintlichen Aufstandes die handelnden Personen des Buches Die Stadt der Blinden auf.
Die Stadt der Sehenden ist eine Kritik Saramagos an den politischen Institutionen westlicher Demokratien.
In den Europawahlen 2004 von Portugal, in denen der Autor erfolglos kandidierte, wurde zur Abgabe leerer Stimmzettel aufgerufen, was eventuell Saramago die Idee für dieses Werk lieferte.